# کلیسای جامع داربی
کلیسای جامع داربی (انگلیسی: Derby Cathedral) یک کلیسای جامع در شهر داربی، انگلستان است.
این کلیسا که در حدود سال ۹۴۳ میلادی بنیان‌گذاری شده اما در دهه ۱۵۳۰ ساختمان جدید آن ساخته شده و در سال ۱۷۲۵ به صورت فعلی تکمیل شده‌است، کلیسای داربی دارای یک برج به ارتفاع ۶۵ متر می‌باشد.

## نگارخانه

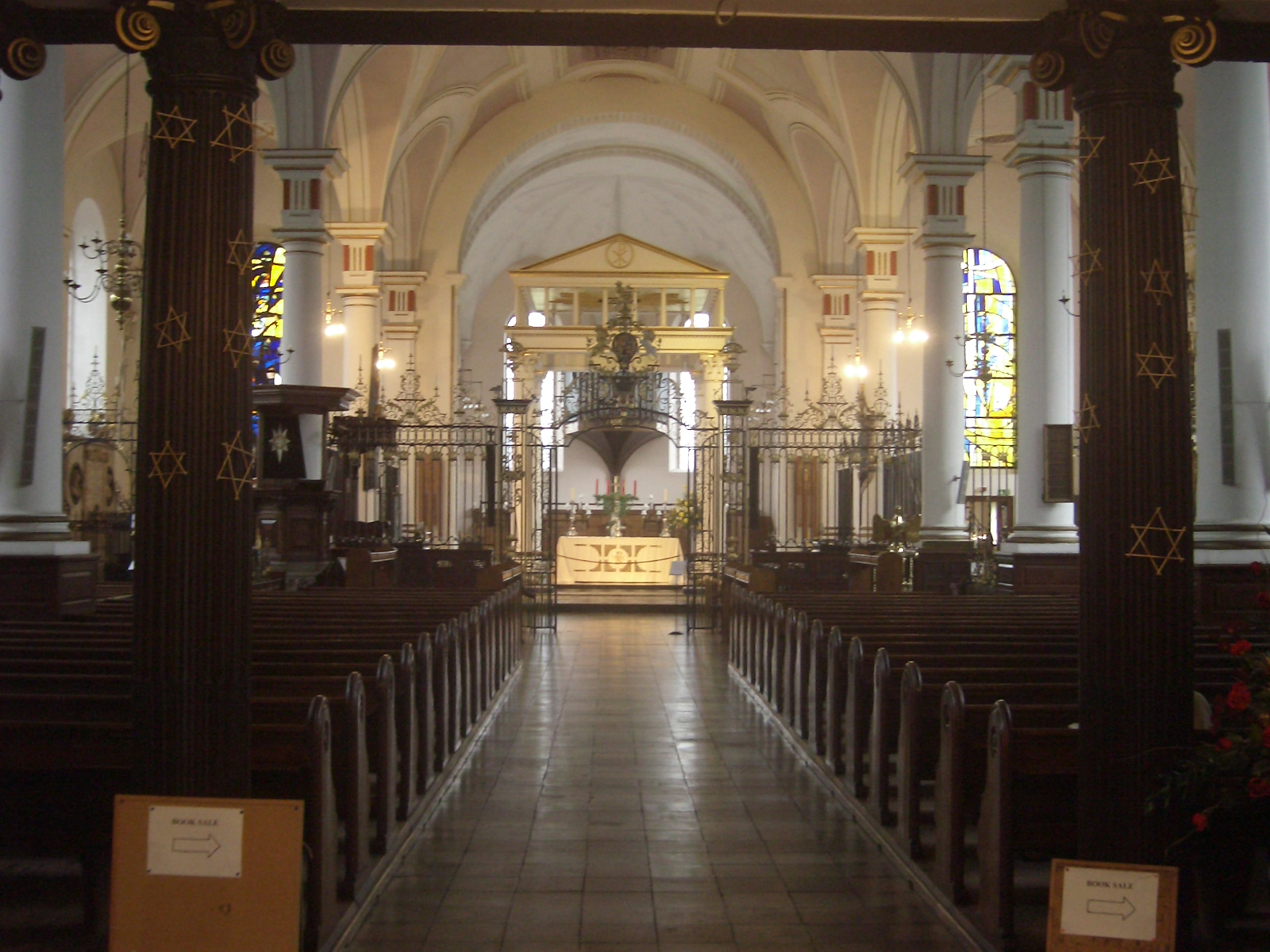
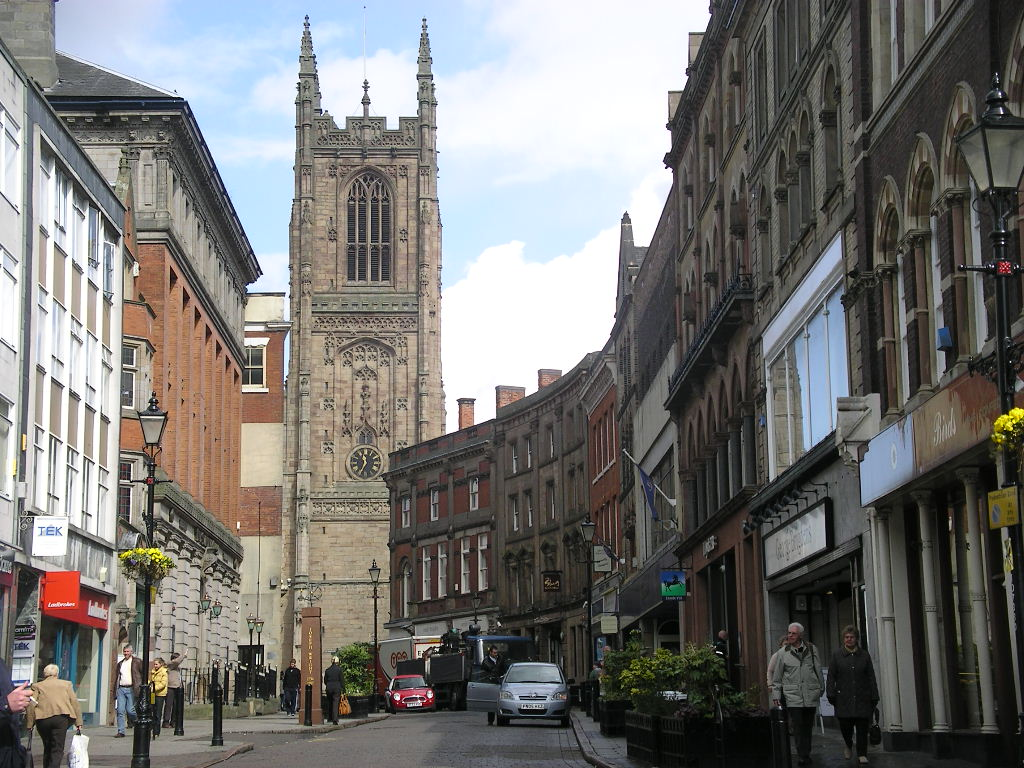
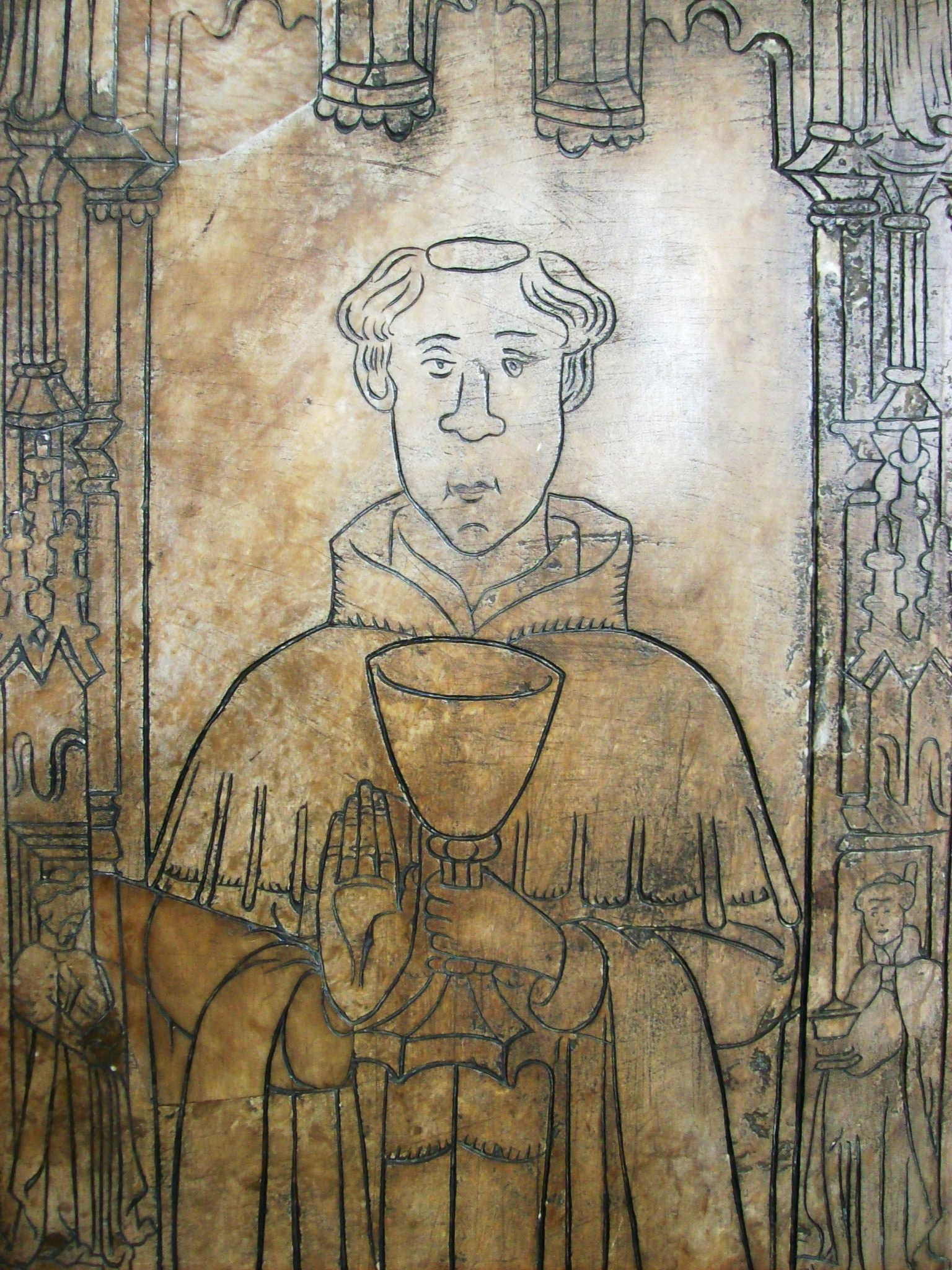
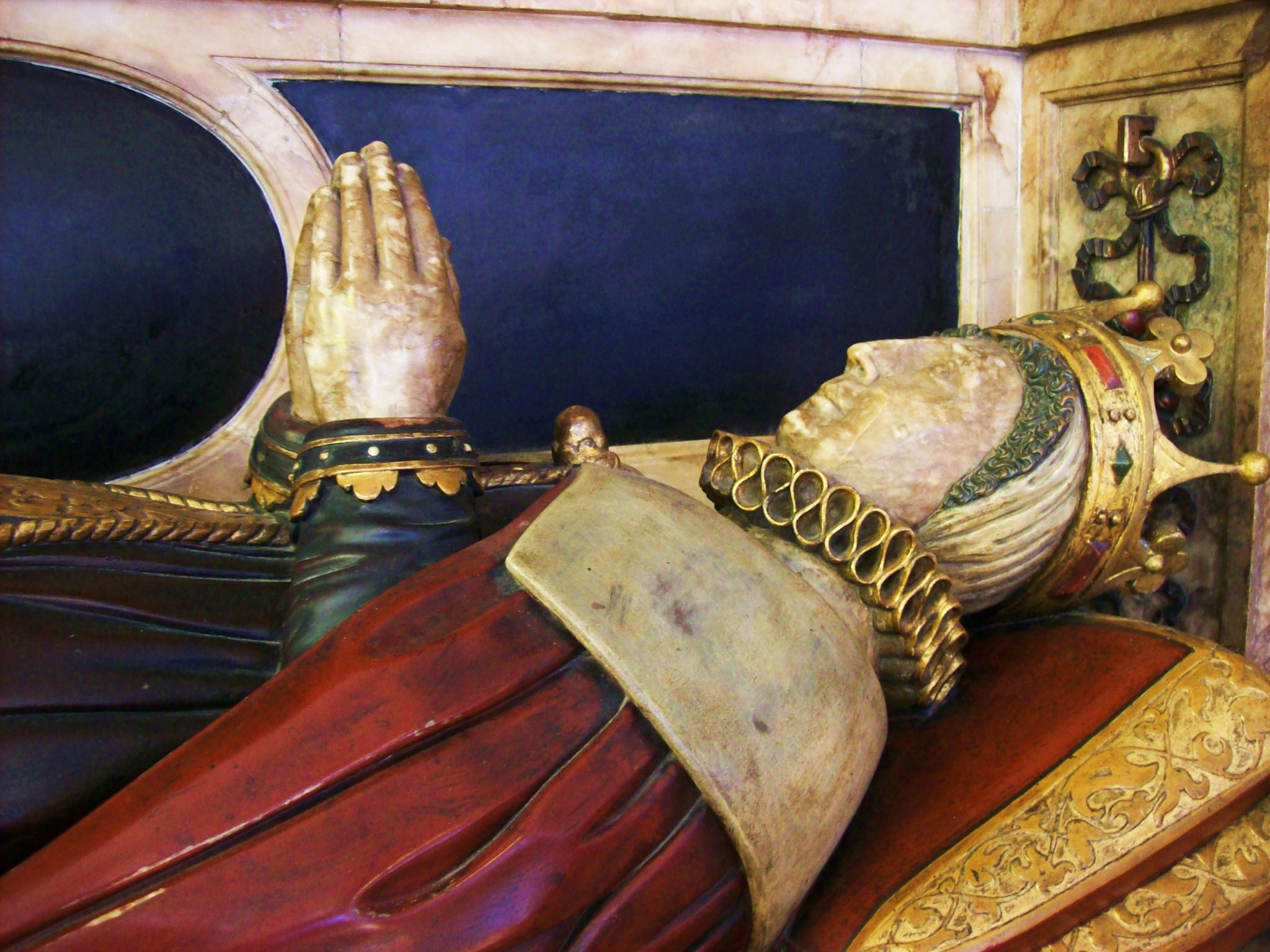
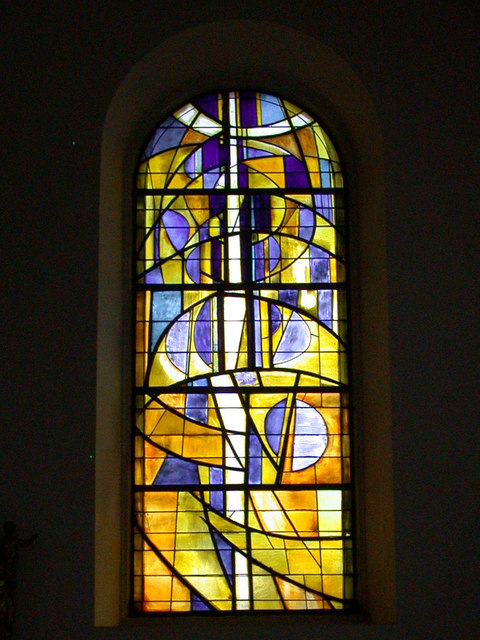
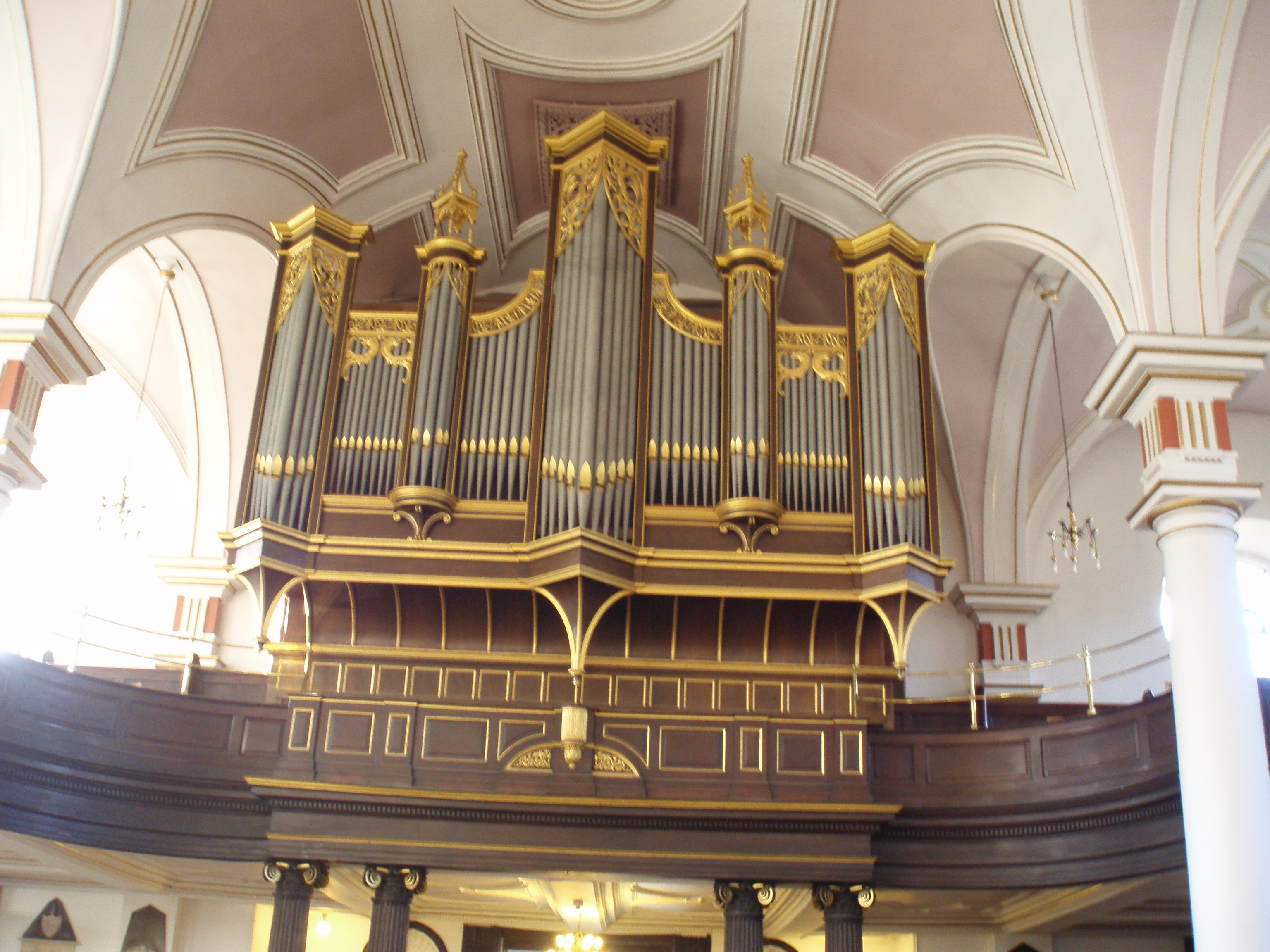